# Pentanema helenioides
L'ala de corb (Pentanema helenioides) és una espècie de planta amb flors del gènere Pentanema dins la família de les asteràcies (Asteraceae). És una planta nativa de la zona d'Europa que va des del sud de França fins el centre i l'est de la península Ibèrica.
Addicionalment pot rebre els noms de àrnica, àrnica falsa i ínula blanca.

## Descripció
Planta perenne pluricaule erecta lanuginosa i blanquinosa de 20 a 50 cm d'alçada. Fulles ovato-lanceolades;lígules curtament piloses i glanduloses. Capítols florals en corimbe terminal. Flors grogues, floreix de juny a agost. Aquenis de 2 mm.
Viu en fenassars, herbeis mesoxeròfils en terres calcàries i de vegades en les silícies. Des del nivell del mar fins als 1300 m d'altitud.